# Parcs Ontario

Logo

Parcs Ontario est une division du Ministère des Richesses naturelles qui gère les parcs provinciaux de l'Ontario, au Canada.
L'ensemble couvre une superficie dépassant 78 000 kilomètres carrés, soit environ 10 pour cent de la superficie de la province. Parcs Ontario tente d'équilibrer l'usage récréatif et la conservation de la nature. Plusieurs parcs offrent aussi un programme éducatif.